# Histoire de l'Idaho
L'histoire de l'Idaho est celle d'un territoire aux frontières mouvantes et disputées, malgré des frontières naturelles établies par le relief montagneux, dont l'économie agricole et minière a souffert des cycles économiques. 

## La période amérindienne
La région de l'Idaho est sans doute habitée depuis environ 14 500 ans, selon les recherches de Ruth Gruhn. La découverte de flèches servant pour la chasse au bison, dans une grotte amérindienne, la  Wilson Butte Cave, située près de Twin Falls, a donné la preuve d'une activité humaine parmi les plus anciennes d'Amérique du Nord. La grotte, découverte en 1858-1859 et datée au carbone 14, est logée dans une protubérance de lave volcanique.

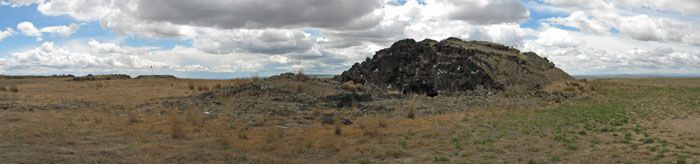
La grotte "Wilson Butte Cave", dans une protubérance de lave.

Les tribus amérindiennes les plus importantes étaient les Nez-Percés au nord et les Shoshones au sud, dont la culture est proche, par certains points, de celle découverte dans l'Utah par l'explorateur américain John Charles Frémont, reposant sur une semi-agriculture et se distinguant par le port de mocassins.

## La saga des trappeurs et missionnaires
Une présence de trappeurs franco-canadiens pouvant dater d'avant le XVIIIe siècle est visible dans les toponymes qui ont survécu : Nez-Percés, Cœur d'Alène, Boise, ou encore Payette. Certains datent d’avant l’expédition Lewis et Clark de 1803-1805, et celles de l’American Fur Company, recourant à un nombre important de Franco-Canadiens et de guides métis recrutés pour leur connaissance du terrain. Andrew Henry y fait une courte incursion en 1810, pour la Compagnie des fourrures du Missouri et bâtit le très provisoire Fort Henry, pour la Compagnie de fourrures des Montagnes Rocheuses.

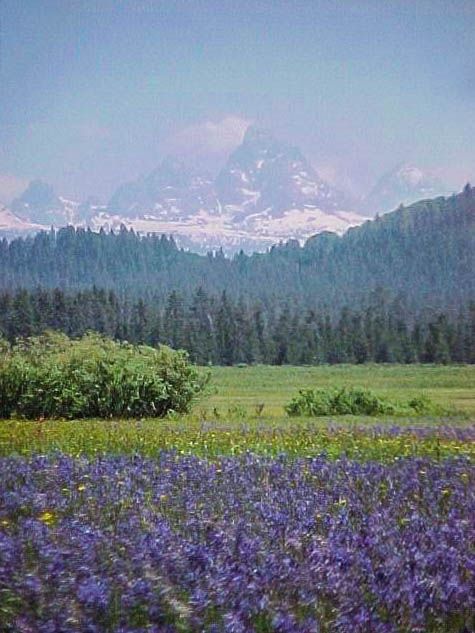
La chaîne des Tetons surplombe Pierre's Hole (Idaho), où a lieu le plus important des rendez vous, en 1832, qui se termine par une bataille rangée entre les Atsinas et les trappeurs métis, alliés aux Têtes-Plates et Nez-Percés.

La première expédition à traverser le sud de l'Idaho est l'œuvre d'un groupe mené par Wilson Price Hunt, navigue sur la Snake au départ de Saint-Louis, jusqu'à Astoria, en 1811 et 1812, une époque où la population amérindienne est estimée à environ 8 000 personnes dans la région.
Les Britanniques de la Compagnie de la Baie d'Hudson s'implantent peu après sur la Snake, dans les années 1820, mais la Compagnie de la Baie d'Hudson est concurrencée par un de ses ex-employés, Donald Mackenzie, qui crée en juin 1816 une filiale locale de la Compagnie du Nord-Ouest pour exploiter la traite des fourrures sur la même zone. William Henry Ashley et Jedediah Smith réussissent ensuite à y implanter leur commerce de fourrure, initialement basé à Saint Louis, à partir de 1824, grâce aux bonnes relations avec les trappeurs iroquois venus du Canada.
En 1832, des affrontements entre trappeurs anglais et américains ont lieu à Pierre's Hole, au Rendez vous des trappeurs de l'Ouest, après l'assassinat d'un chef Atsinas. Les tribus amérindiennes y participent aussi.
Le missionnaire jésuite belge Pierre-Jean De Smet installe ensuite la Mission jésuite du Sacré-Cœur auprès des Cœurs d'Alène, appelée aussi « Mission Cataldo », établie en 1842 dans le nord de l'Idaho, à 5 km au sud-est du lac Coeur d'Alene. Il fonde aussi une mission au bord du lac des Prêtres en 1844, appelé « lac des robes noires » par les Amérindiens, la Mission jésuite Saint-Michael des Pend'Oreilles.

## Les frontières disputées du "Territoire" fondé en 1863

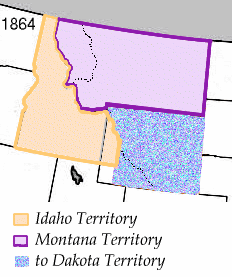
Le Territoire du Montana (en violet) et ceux rétrocédés au Territoire du Dakota (en mauve).

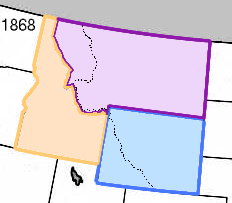
Territoires de l'Idaho (en jaune), du Montana (en violet) et du Wyoming (en bleu) en 1868.

Les terres de l'actuel État de l'Idaho, créé seulement en 1890, ne furent longtemps qu'une partie du pays de l'Oregon, revendiqué à la fois par les États-Unis et le Royaume-Uni, dans un climat de tension. Finalement, Washington en gagne la juridiction en 1846, par le traité de l'Oregon. Un Territoire de l'Idaho sera créé 17 ans plus tard, en 1863. Dans l'intervalle, se créent les territoires de l'Oregon, de Washington et du Dakota, qui incluent chacun une partie de ce qui compose l'actuel État de l'Idaho.
Le Territoire de l'Idaho fondé en 1863 a lui des frontières larges : il est composé d'une grande partie des États actuels de l'Idaho, du Montana et du Wyoming. La délimitation entre territoires de Washington et du Dakota suivait la ligne de partage des eaux, qui n'avait pas encore à l'époque été cartographiée de manière rigoureuse; l'idée était de faire de même pour la séparation entre Montana et Idaho. Mais l'équipe cartographique chargée du relevé officiel suivit la mauvaise crête et s'éloigna de la ligne de partage, avec pour résultat un Territoire de l'Idaho plus petit que prévu. Peu après sa fondation, un système d'écoles publiques et des lignes de diligence voit le jour. Des journaux sont publiés à Lewiston, Boise et Silver City (en) vers 1865. L'Idaho Statesman (en) est le premier de l'État, fondé en 1864 par Dick et Tom Reynolds, venus de Portland. Il commence sa publication à partir d'une baraque en bois de Boise, qui a tout juste un millier d'habitants mais espère déjà devenir capitale du nouveau Territoire de l'Idaho. Les frères Reynolds, des abolitionnistes originaires de New York, le revendent au juge Milton Kelly en 1872. Le télégraphe atteint Franklin en 1866, Lewiston étant la première ville du Nord de l'Idaho reliée, en 1874. Au cours de ses 27 années d'existence, le Territoire de l'Idaho vit aussi une série de tribulations politiques. D'abord le transfert chaotique, en 1865, de la capitale territoriale, depuis Lewiston jusqu'à Boise. Puis des tentatives fédérales, surtout dans les années 1890, de séparer le territoire en deux, entre le Territoire de Washington et l'État du Nevada. Finalement, le président américain Grover Cleveland refusa de signer une loi qui aurait entériné ce partage.
En 1864, la partie nord-est devient autonome, par la création du Territoire du Montana : au nord de la latitude du 46°30'N (jusqu'au 111e méridien) et sur le versant est du Continental Divide, y compris la zone le séparant de la chaine de Bitteroot (en). À la fin des années 1860, le Territoire de l'Idaho devint une destination pour les Démocrates du Sud qui avaient combattu pour les États confédérés durant la guerre de Sécession. Très bien représentés dans les premières législatures du territoire, ils s'affronteront avec les gouverneurs républicains nommés par Washington. En 1867, le gouverneur David W. Ballard (en) doit même demander la protection des troupes fédérales stationnées à Fort Boise. Le Territoire de l'Idaho prit les frontières de l'État actuel en 1868, quand les terres à l'est du 111e méridien furent rattachés au Territoire du Wyoming, créé à partir des terres cédées quatre ans auparavant au Territoire du Dakota.

## Le boom minier et les Mormons
Un boom minier commence en 1862 (or, argent et autres minerais de valeur) puis prend de l'ampleur. L'or fut repéré près de Boise, entre l'ancien fort de la Compagnie des fourrures et la rivière Snake, le 28 juillet 1862, entraînant plusieurs incidents avec les Amérindiens à l’automne. Le colonel Patrick E. Connor, avec ses volontaires de Californie, obtint la permission d'une expédition en territoire shoshone en janvier 1863, aboutissant au massacre de Bear River : 224 Amérindiens, dont de nombreuses femmes et enfants, furent acculés au fond d'un ravin, leurs cadavres s'entassant sur 2 mètres de haut, tandis qu'on comptait 21 morts et 12 blessés chez les soldats. Silver City est fondée en 1864 et a rapidement un millier d'habitants, grâce à sa mine d'argent. Les prospecteurs font aussi sortir de terre Fort Lemhi (en), Elk City (en), Florence et Oro City. Avant les années 1890, l'Idaho exporte plus de plomb que tout autre État. La région de Cœur d'Alene connait en particulier une forte expansion minière en 1883. 
À l'automne 1882, A. J. Pritchard, venu de la Mission jésuite du Sacré-Cœur auprès des Cœurs d'Alène affirme qu'il a découvert de grandes quantités d'or, puis découvre un an après le filon de "Widow's Claim", près d'Eagle City. Il se retrouve en conflit avec les hommes de Wyatt Earp, qui revendiquent aussi des découvertes aurifères dans la région, après avoir dû quitter les mines d'argent de l'Arizona. Des centaines de prospecteurs se ruent sur le secteur de Cœurs d'Alène. Le San Francisco Examiner envoie un reporter qui interroge les mineurs, en général peu élogieux envers Wyatt Earp. Les Chinois venus travailler dans les mines participent aussi à l'achèvement du premier chemin de fer transcontinental en 1869.
En 1882, une loi prive du droit électoral les électeurs mormons du Territoire, invoquant leur pratique illégale de la polygamie. L'Idaho réussit à devenir un État américain, le 3 juillet 1890, six ans avant l'Utah, pourtant plus peuplé et colonisé depuis plus longtemps, mais majoritairement mormon, avec des électeurs polygames.

## Le boom hydroélectrique puis la crise agricole
L'énergie hydroélectrique profite très tôt de l'abondance de cours d'eau dans les montagnes Rocheuses. Le barrage de Swan Falls voit le jour en 1901 et celui d'Arrowrock en 1915. En 1910, l'État est victime de gigantesques incendies qui font des dizaines de victimes, à la suite d'un hiver très enneigé, qui a endommagé la ressource forestière, suivi d'un été à la fois très sec et très venteux
Au XXe siècle, l'Idaho vit une grande dépression aggravée par la crise agricole. En 1932 le prix d'un boisseau de patates est tombé à dix cents, quinze fois moins que les 1,51 dollar de 1919, le revenu agricole moyen ayant de plus été divisé par 2,5 sur les trois premières années de la crise de 1929. Entre 1900 et 1920, un grand nombre d'immigrants venus du Pays basque s'installent en Idaho, où ils deviennent les gardiens de troupeaux les plus recherchés. Boise est la ville américaine qui a le plus grand nombre de descendants de Basques au sein de sa population. L'Idaho est aussi le premier État américain à choisir un gouverneur juif, Moses Alexander, élu en 1914 et réélu en 1916, tandis qu'en 1990 Larry Echohawk sera le premier Amérindien à devenir procureur général de l'État.